# Trastorno del deseo sexual hipoactivo femenino
El Trastorno de deseo sexual hipoactivo femenino (TDSH) es un diagnóstico médico que describe una situación en la que disminuye el deseo sexual de la mujer de forma persistente durante 6 meses o más, con ausencia de fantasías sexuales y escaso o nulo interés por la actividad sexual. El cuadro puede asociarse a ansiedad, angustia y dificultad con las relaciones interpersonales.

## Causas
Se considera de causa multifactorial, es decir pueden existir diferentes factores que lo originen. Entre los más frecuentes se encuentran trastornos orgánicos del aparato genital femenino como la insuficiencia ovárica prematura, también factores psicológicos como la dificultad de relación de pareja, ansiedad, depresión y antecedentes de abuso físico.

## Tratamiento
Existen diferentes posibilidades de tratamiento. Si el factor principal es de tipo psicológico o de dificultad en la relación de pareja, es útil la terapia sexual o psicoterapia para la pareja. Se han utilizado varios medicamentos para mejorar la situación, sin embargo no existe ninguno aprobado oficialmente con la indicación de tratamiento del trastorno del deseo sexual hipoactivo femenino, la FDA de Estados Unidos está evaluando la utilidad de la flibanserina en esta situación.

## Otros trastornos de la sexualidad femenina
El manual diagnóstico y estadístico de los trastornos mentales (DSM-4), clasifica los trastornos de la sexualidad femenina en 5 apartados. Se considera que el trastorno del deseo sexual hipoactivo es el más frecuente de todos ellos, pero hay que tener en cuenta que existen otros diagnósticos posibles, no todas las faltas de deseo sexual o la dificultad para la excitación y el orgasmo en la mujer pueden clasificarse como trastorno del deseo sexual hipoactivo.
- Trastornos del deseo sexual
  - Trastorno del deseo sexual hipoactivo.
  - Trastorno de aversión sexual.
- Trastornos de la excitación sexual
  - Trastorno de la excitación sexual femenina. Se define como “la incapacidad, persistente o recurrente, para obtener o mantener la respuesta de lubricación propia de la fase de excitación, hasta la terminación de la actividad sexual”.
- Trastornos orgásmicos.
  - Trastorno del orgasmo femenino. La mujer no alcanza el orgasmo o este se retrasa notáblemente.
- Trastornos sexuales dolorosos.
  - Dispareunia.
  - Vaginismo
- Disfunciones sexuales debidas a entidades médicas generales.
  - Trastorno sexual no especificado (F52.9).